# Heinrich (Mondkrater)
Heinrich ist ein kleiner Einschlagkrater auf der nordwestlichen Mondvorderseite in der Ebene des Mare Imbrium, östlich des Kraters Lambert und südwestlich von Timocharis.
Der Krater wurde 1979 von der IAU nach dem tschechischen Astronomen Wladimir Wáclav Heinrich offiziell benannt.